# Персе (город)
Персе́ (фр. Percé) — небольшой город на оконечности полуострова Гаспе в канадской провинции Квебек. В состав города также входит деревня с одноимённым названием.
Персе является известным туристическим центром и членом ассоциации самых красивых деревень Квебека. Город известен одной из самых красивых естественных арок утёсом Персе (национальная достопримечательность провинции) и одним из крупнейших птичьих заповедников островом Бонавентюр.

## История

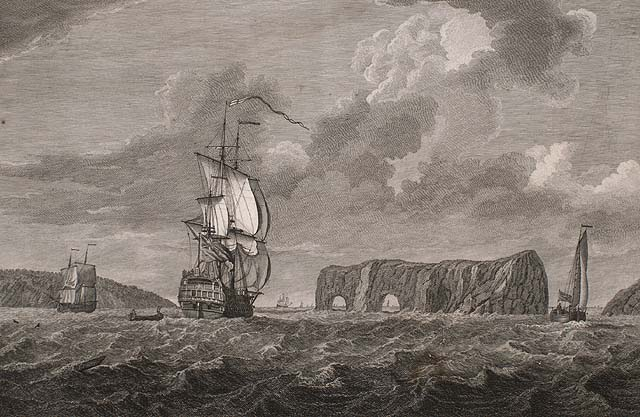
Рисунок «пронзённого острова» руки капитана Харви Смита, 1760

Данный район входил в пределы традиционного проживания микмаков, которые называли это место Sigsôg (рус. крутые скалы или утёсы) и Pelseg (рус. место рыбалки). Посетив это место в 1603 году, французский путешественник Самюэль де Шамплен назвал знаменитое горное образование Isle Percée (рус. Проколотый остров), известный в настоящее время как утёс Персе. На протяжении XVII века данный район использовался исключительно для стоянки судов, направляющихся в Квебек.
В XIX веке район использовался как сезонный рыболовный центр с приходом мигрантов из Ирландии и Джерси.
В 1842 году был сформировано географическое поселение Персе. В 1971 году Персе официально присвоен статус ville (рус. город) с присоединением пяти близлежащих муниципальных образований.

## Население
Согласно переписи населения 2011 года, в Персе проживали 3 312 человек. Средний возраст — 51,9 лет. 10,0% населения города составляли дети младше 15 лет, 4,7% — население от 15 до 19 лет, 17,7% — от 20 до 39 лет, 34,8% — от 40 до 59 лет, 32,8% — люди старше 59 лет.
У 78,3% населения единственным родным языком является французский, 20% населения признали английский язык единственным родным.
| 2001  | 2006  | 2011  |
| ----- | ----- | ----- |
| 3 614 | 3 419 | 3 312 |

## Туризм
Персе является знаменитым туристическим центром Квебека.
Утёс Персе (фр. Rocher Percé, «продырявленный утёс») — каменистое горное образование, расположенное в проливе Сен-Лоран. Считается одной из самых красивых в мире естественных арок. Национальная достопримечательность провинции Квебек. Утёс представляет собой известняковое образование. Отложение этого известняка относят к девонскому периоду, он состоит из окаменевших раковин брахиопод и остракод, панцирей трилобитов и других морских животных. Длина утёса — 433 м, ширина — 90 м, максимальная высота — 88 м. Утес получил своё имя из-за естественной арки в 15 м высотой, расположенной со стороны моря.
Остров Бонавентюр (фр. Île Bonaventure) — остров, расположенный в заливе Святого Лаврентия в 3,5 км от Персе. Остров был колонизирован францисканцами и назван в честь святого Бонавентуры. Зарегистрировано 293 различных видов птиц, посещающих, совершающих миграцию или живущих на острове Бонавентюр. Самый распространённый представитель на острове — северная олуша. Является местом для крупнейшей колонии бакланов в мире. По состоянию на 2011 год насчитывалось 47 800 пар птиц (в 2008 году насчитывалось 121 000 птиц).